# Exocentrus insulicola
Exocentrus insulicola là một loài bọ cánh cứng trong họ Cerambycidae.